# Clethraceae
Clethraceae nom. cons., biljna porodica u redu vrjesolike koja je dobila im po rodu kletra (Clethra). Rodu pripada preko 70 vrsta grmlja i drveća raširenog po Sjevernoj i Južnoj Americi i po jugoistočnoj Aziji, a drugom rodu Purdiaea, svega 17 vrsta na području Srednje i Južne Amerike.

## Opis
Clethraceae je porodica cvjetnica s dva roda u redu Ericales. Rod Clethra ima oko 65 vrsta koje se pojavljuju od istočne Azije do jugoistočnih Sjedinjenih Država i od Meksika prema jugu duž Anda. Jedna vrsta, drvo C. arborea, raste na atlantskom otoku Madeira i ponekad se uzgaja kao ukras. Sve su drvenaste listopadne do zimzelene biljke sa spiralnim, često nazubljenim listovima koji su skloni skupljanju na krajevima grana. Cvjetovi su mali, mirisni, često složeni u cvatove na krajevima grančica. Rod Purdiaea uključuje oko 12 vrsta porijeklom iz Kariba, Srednje Amerike i sjeverne Južne Amerike. Te vrste su malo drveće ili grmlje i imaju naizmjenično raspoređene listove. Cvjetovi Purdiaeje znatno su veći i upadljiviji od cvjetova Clethre.

## Rodovi i broj vrsta
1. Clethra L. • 77 živih spp; 1 †spp
2. Purdiaea Planch. • 13 živih spp